# Професионалци
„Професионалци ” је југословенска телевизијска серија снимана 1977. и 1978. године у продукцији Телевизије Београд.
| Назив               | Датум             |
| ------------------- | ----------------- |
| Правдо, буди лепа   | 25.новембра 1977. |
| Свију срца миљеници | 10. марта 1978.   |
| У ваше здравље      | 9. јуна 1978.     |

## Улоге
| Глумац                | Улога               |
| --------------------- | ------------------- |
| Далиборка Стојшић     | (3 еп. 1977-1978)   |
| Арсен Дедић           | (2 еп. 1977-1978)   |
| Оливер Драгојевић     | (2 еп. 1977-1978)   |
| Слађана Милошевић     | (2 еп. 1977-1978)   |
| Предраг Цуне Гојковић | (2 еп. 1978)        |
| Милан Лане Гутовић    | (2 еп. 1978)        |
| Злата Петковић        | (2 еп. 1978)        |
| Божидар Стошић        | (2 еп. 1978)        |
| Мија Алексић          | Судија (1 еп. 1977) |
| Здравко Чолић         | (1 еп. 1977)        |
| Сузана Манчић         | (1 еп. 1977)        |
| Иван Бекјарев         | (1 еп. 1978)        |
| Мирослав Бијелић      | (1 еп. 1978)        |
| Тања Бошковић         | (1 еп. 1978)        |
| Предраг Ејдус         | (1 еп. 1978)        |
| Мики Јевремовић       | (1 еп. 1978)        |
| Никола Јовановић      | (1 еп. 1978)        |
| Петар Краљ            | (1 еп. 1978)        |
| Миодраг Мики Крстовић | (1 еп. 1978)        |

 Остале улоге ▼
| Глумац                  | Улога                   |
| ----------------------- | ----------------------- |
| Драган Лаковић          | (1 еп. 1978)            |
| Живојин Жика Миленковић | (1 еп. 1978)            |
| Жарко Радић             | (1 еп. 1978)            |
| Владимир Савчић Чоби    | (1 еп. 1978)            |
| Иван Себаљ              | (1 еп. 1978)            |
| Јелица Сретеновић       | (1 еп. 1978)            |
| Михајло Викторовић      | (1 еп. 1978)            |
| Аљоша Вучковић          | (1 еп. 1978)            |
| Јелена Тинска           | (непознат број епизода) |

Комплетна ТВ екипа ▼
| Редитељ    | Јован Ристић     | (3 еп. 1977—1978)                 |
| Сценариста | Милан Шећеровић  | (3 еп. 1977—1978)                 |
| Продуцент  | Ненад Романо     | продуцент (непознат број епизода) |
| Композитор | Зоран Симјановић | (3 еп. 1977—1978)                 |